# Маложма (посёлок)
Маложма — посёлок в Онежском районе Архангельской области. Входит в состав Покровского сельского поселения.

## География
Маложма расположена в 40 км к северу от города Онеги на берегу реки Тамицы. Ниже по течению Тамицы находится село Тамица. Маложма получила название по одноимённой реке.

## Население
| 2002 | 2010 | 2012 |
| ---- | ---- | ---- |
| 586  | ↘368 | ↗472 |

## Карты
- Маложма на карте Wikimapia